# セイヨウナシ
セイヨウナシ（西洋梨、 学名：Pyrus communis）は、ヨーロッパ原産のバラ科ナシ属の植物およびその果実であり、洋なし（pear）ともいう。ヨーロッパ、北アメリカ、オーストラリアのほか、日本国内を含めて世界各地で広く食用に栽培されている。

## 概要
形状は、和なしがほぼ球形であるのに対して、洋なしはやや縦に長く、いびつで独特な形（びん型）をしている。品種によっては、和なしほどではないが比較的球形に近いもの、逆に、縦に長いものなどがある。果皮は赤や黄色、緑など様々だが、日本において栽培されている品種の多くは緑色で、追熟（後述）させると黄色になる。また、果皮には「さび」と呼ばれる、傷のような褐色の斑が多数ある。
熟した果実の味は酒のように芳醇（ほうじゅん）で甘く、食感はまろやかであり、和なし独特のしゃりしゃりとした食感はなく、香りと甘みに優れている。ただし、収穫直後は硬く、甘みは少ない。追熟させるために、一定期間置くと熟し、果皮は黄色になり、果肉も軟らかくなって強い芳香を発するようになる。また、追熟によって生じるエチレンの作用により果実に含まれるデンプンが分解されて果糖、ブドウ糖などの糖となるとともに、ペクチンのゲル化により、甘みと滑らかさが増加し、おいしく食べることができる。なお、冷蔵庫などで10℃程度に冷却することにより、追熟を遅延することができる。
日本では、バートレットなどの早生種は8月下旬から9月初めに収穫され、9月中には食べ頃となるが、ラ・フランスなど多くの品種は10月から11月初めにかけて収穫され、食べ頃となるのは11月 - 12月である。

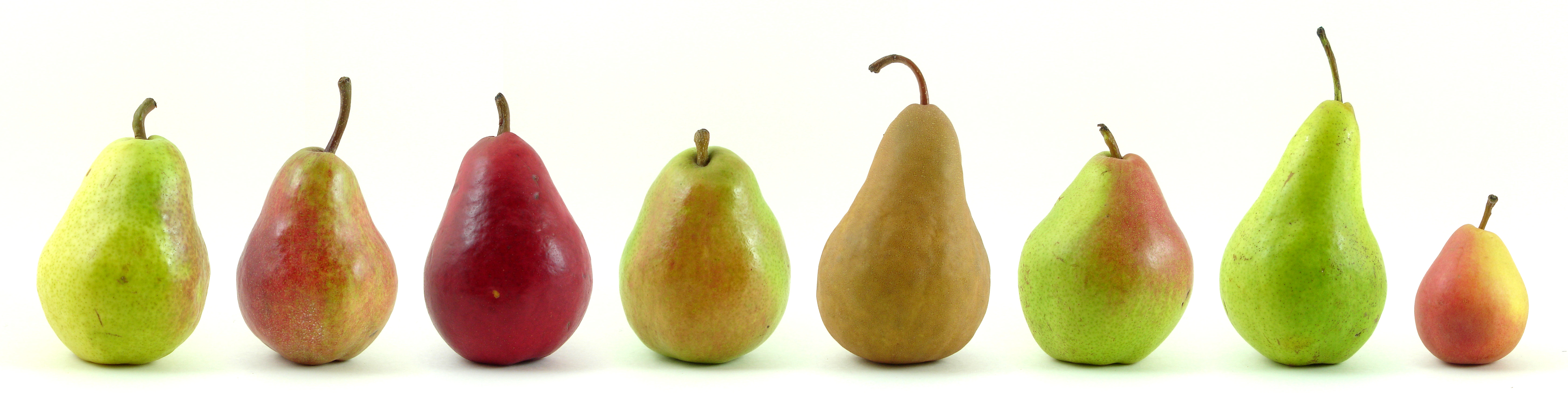
8種類のセイヨウナシ。左から、ウィリアムズ・ボン＝クレティエン（Williams' bon chrétien, 単にウィリアムズとも。北米ではバートレット Bartlett と呼ばれる）、レッド・バートレット、レッド・バートレット（変種）、ダンジュー（D'Anjou）、ボスク（Bosc）、ドワイエネ・デュ・コミス（Doyenné du Comice）、コンコルド（Concorde）、セッケル（Seckel）

## 歴史
セイヨウナシの原産地は、小アジアから南東ヨーロッパにかけての地域である。和なしと同じく古い起源は中国だが、西（ヨーロッパ）に移動して分化したものが洋なしである。古くは古代ギリシアから栽培されていた。共和政ローマの政治家大カトは6種類の栽培品種について記述しており、帝政期には歴史家大プリニウスの調査によれば40種類の栽培品種が存在したと言われている。当時の洋なしは生のまま、あるいは火を通して食べるか、品種によっては酢や酒に加工された。洋なしはローマ人の手によってヨーロッパ各地に普及し、栽培品種の数は60種に及んだ。ローマ帝国が滅亡し、中世ヨーロッパに残った品種は6種類となったが、徐々に盛り返し、16世紀には500種近い栽培種が作られた。現代では商業的に強力な品種を組織的に流通させるため、栽培品種は10種程度に絞られており、他の種は忘れ去られてゆく傾向にある。
日本では明治時代初めに導入されたが、日本の気候があまり適していないために山形県などごく一部の地方にのみ定着し、現在では東北地方や信越地方などの寒冷地域で栽培されている。外見がデコボコしているため、本格的に食用にされるようになったのは昭和後期。産地以外で生食でも食べられるようになったのは近年のことで、1970年代、80年代頃までは主に加工用として生産されていた。

## 日本における栽培品種

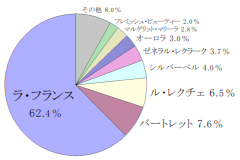
日本の洋なしの品種ごとの栽培面積
（特産果樹生産動態等調査、2004年）

品種数は非常に多く、ヘドリック著『The Pears of New York』（1921年）では2900品種が紹介されている。現在では4000品種ほど存在するとみられるが、日本で栽培されているものは、稀少なものも含め20品種程度である。
ラ・フランス
フランス原産で、生産量のおよそ7割を占めており、「西洋なしの王様」ともいわれる日本における洋なしの代表格である。収穫時期は10月上旬 - 中旬。1864年にフランスで発見された品種だが、気候が合わなかったためにヨーロッパでは現在ほとんど栽培されていない。外観は悪いが、味と香りが良い。追熟による果皮色の変化が小さく分かりにくい。11月から12月に出回る。
バートレット
生産量第2位。（ただし2位以下は僅差）8月下旬 - 9月初めには収穫され、9月中旬には食べ頃になる早生種。17世紀にイギリスで発見された品種。日本で生産されている品種としてはかなり縦長の形状である。
レッドバートレット
バートレットの表皮が赤色の物。味は変わらない。
ル レクチエ（Le Lectier）
生産量第3位。1882年、フランスでバートレットとフォーチュニーを掛け合わせて作られた品種とされていたが、遺伝子解析の結果、異なることが判明している。しかし、正しい掛け合わせは不明。甘く、香りも強い。また、果皮に「さび」が少なく外観が美しいのも特長。明治後期から大半が新潟県で生産され、中でも新潟市南区で最も収穫量が多い。追熟して果皮が黄色くなってきたら食べごろである。追熟におよそ40日間かかるため、10月中旬 - 下旬頃に収穫した後、市場に出回るのは11月下旬以降となる。傷む直前が最も美味しくなるため、常温の室内に置き香りを楽しみつつ食べ頃を見計らう。主産地である新潟県において「ル レクチエ」という名称で統一することが決められているが、「ル・レクチェ」などと小さい「ェ」や中黒区切りの表記もしばしば見られる。
シルバーベル
収穫時期は遅めの10月下旬頃。1957年に山形県園芸試験場で選抜された、ラ・フランスの自然交雑実生。ラ・フランスよりやや細長い形状で、若干酸味が強い。
スタークリムソン
アメリカの品種で、果皮が濃い赤色になるのが特徴で、実はやや大きめ。青森県でも栽培されている。甘味とやや酸味がある。
ゼネラル・レクラーク
フランスで発見された、ドワイエネ・デュ・コミスの自然交雑種。果皮のさびが若干多いが、果肉がきめ細かく果汁も多く、甘味・酸味ともに濃厚である。主要生産地として青森県南部町が挙げられる。
ウインターネリス
ベルギー原産の晩生種。果肉は黄白色で、なめらかでやわらかい。11月下旬から翌年1月上旬に出回る。
オーロラ
9月初めには収穫され、食べ頃になる早生種である。米国ニューヨーク州農業試験場が、「マルゲリット・マルーラ」と、「バートレット」を交配して作り出した品種。命名は1964年。表面の大部分が褐色のさびに覆われる。とろけるような食感で、甘味が強い。
コミス
10月中旬から下旬の一時期だけ出回る。果肉はクリーム色で、きめ細かくねっとりした食感がある。
マルゲリット・マリーラ
9月初めには収穫され、食べ頃になる早生種である。1874年にフランスで発見された品種で、名前は発見者から。500 g以上となる大型の品種であり、1 kg近くになることもある。さわやかな甘味があり酸味が少なく、果汁が多い。
ドワイエネ・デュ・コミス（Doyenné du Comice）
ドワイエンヌ・デュ・コミスもしくはドゥワイエンヌ・デュ・コミスとも。ヨーロッパにおいて高級品種とされている。品質は良いが栽培が難しいため、日本でも生産量は非常に少ないく、「幻の西洋梨」とも呼ばれる。ヨーロッパでは秋に収穫され1月まで市場に出回る。
ブランデーワイン
表皮は、青色。大きさは、比較的小振り。略称は、「ブランデー梨」など。
フレミッシュ・ビューティ
別名「日面紅」（ひめんこう）。ベルギー原産の洋梨で、明治時代に日本に入ったといわれる。果実が熟すと、果皮が赤くなる。
バラード
山形園芸試験場で、ラ・フランスとバートレッドを交配させてできた品種。大玉で、ラ・フランスのような風味を持つ。
エル・ドラド
米国カリフォルニア州エル・ドラド郡で、バートレッドの自然交雑実生より発見される。甘みが多く、南国フルーツのような香りがする。
パスクラサン
パス・クラサーヌとも。ヨーロッパで成功した樹木栽培種の一つ。マルメロに接ぎ木して作られる。日本では主に岡山県で生産されている。
テイラーズゴールド（Taylors Gold）
ラ・フランス同様の短粒種で、茶色系のラセットタイプだが皮ごと食べられる。ニュージーランドで発見された品種。

## 産地
世界の総生産数の約半数がヨーロッパで生産されている。イタリアは世界一の生産国で、年平均で125万トンを生産している。2位はフランスの40万トンである 。
前述の通り、日本の風土の多くは洋なしの生産に不向きであるため、収穫量第1位の山形県だけで6割、以下に続く長野県、青森県、新潟県、岩手県、福島県を合わせた上位6県で収穫量の9割以上を占める。

### 主な生産地と収穫量
（出典：農林水産省統計情報、2005年<平成17年>）
|          | 洋なし合計 | 洋なし合計 | ラ・フランス | ラ・フランス | バートレット | バートレット |
| 収穫量   | シェア     | 収穫量     | シェア       | 収穫量       | シェア       |              |
| -------- | ---------- | ---------- | ------------ | ------------ | ------------ | ------------ |
| 全国合計 | 32,000 t   |            | 22,600 t     |              | 2,060 t      |              |
| 青森県   | 2,020 t    | 6%         | 493 t        | 2%           | 492 t        | 23%          |
| 岩手県   | 1,420 t    | 4%         | 680 t        | 3%           | 245 t        | 12%          |
| 山形県   | 20,000 t   | 62%        | 17,500 t     | 77%          | 473 t        | 23%          |
| 福島県   | 950 t      | 3%         | 670 t        | 3%           | 16 t         | 1%           |
| 新潟県   | 1,740 t    | 5%         | 8 t          | 0%           | -            | -            |
| 長野県   | 3,230 t    | 10%        | 2,670 t      | 12%          | 51 t         | 2%           |

（出典：農林水産省統計情報、2019年<令和元年>）
|          | 洋なし合計 | 洋なし合計 |
| 収穫量   |            |            |
| -------- | ---------- | ---------- |
| 全国合計 | 28,900 t   |            |
| 山形県   | 18,900 t   |            |
| 新潟県   | 2,140 t    |            |
| 青森県   | 1,940 t    |            |
| 長野県   | 1,490 t    |            |
| 福島県   | 634 t      |            |

### その他の生産地
- 北海道
  - 「バートレット」「レッドバートレット」「ブランデーワイン」「ゼネラル・レクラーク」「シルバーベル」など生産。
  - 札幌市南区・小樽市・余市郡（余市町・仁木町）・増毛郡増毛町
- 山梨県
  - 「オーロラ」「カリフォルニア」「ゼネラル・レクラーク」「ラ・フランス」「シルバーベル」など生産。
  - 富士川町（旧増穂町）・北杜市（高根町）

## 食用
西洋なしは品種にもよるが、実の表面に傷がなく、重みがありふっくらしたもの、甘い香りと全体に黄色くなって熟したものが、美味しく食べられる良品といわれている。品種によっては形が歪なものもあるが、味については果実の形に影響されない。主にリンゴと同様に切って生食され、缶詰のシロップ漬けなどにも加工される。西洋なしは病害に弱く、その多くは栽培にある程度の農薬が使用されることから、果皮には残留農薬の懸念があるため、生食するときは皮をナイフでむいて食べることが勧められている。収穫したての実の堅いものは、室温に置いて追熟することで美味しく食べられるようになる。また冷蔵庫などの冷暗所に保存して置くことで、追熟を遅らせることができる。
また、西洋なしの実を蒸留酒につけて果実酒（リキュール）をつくると、香りのよいものができあがる。

### 成分
成分・栄養価は和なしとほとんど同じである。和なしの成分を参照。
西洋なしの甘みの元はソルビトールという糖アルコールの一種で、一般的な砂糖と比べて血糖値の上昇が穏やかなのが特徴である。また、ソルビトールには咳止めや解熱効果のほか、整腸作用としての効果が期待されている。カリウムも多く含み、体内の余分な塩分を排出する作用があり、高血圧予防やむくみ防止の効果も期待されている。このほか、疲労回復効果に優れるというアミノ酸の一種であるアスパラギン酸や、タンパク質分解酵素の一種であるプロテアーゼも含んでいる。

## 洋なしの形の表現
英語圏でセイヨウナシの形に似たものを pear-shaped（ナシ型）と表現する。人の体形の形容にも使われ、良い意味でビーナスのような豊穣な体、悪い意味で下ぶくれの体形を示す。体型を分類する際にペアーシェイプトはウエストより下に体脂肪が多い場合を指し、対してウエストより上に体脂肪が多い場合をアップルシェイプトと呼ぶ。また、宝石のカットで涙滴（ティアードロップ）の形のものをペアシェイプトと呼ぶ。弦楽器のリュートやナポリ型マンドリンなどの胴部分は、その形状からセイヨウナシに喩えられることがある。
また由来は明確ではないが、20世紀に入り、豊かで朗々と通る声をpear-shaped voice（声）と表現するようになった。

## 女性性の象徴
ドイツでは昔セイヨウナシの木はリンゴの木と一対をなすとされた。後者が男性性を、前者が女性性を象徴した。クリスマスと新年の間、深夜に若い女性はセイヨウナシの木の下に行き、木靴を脱いでセイヨウナシの木に投げた。靴が木の枝にかかれば、翌年には素敵な男性が求婚するだろうと言われた。